# .mc
.mc (Mônaco) é o código TLD (ccTLD) na Internet para Mônaco.